# مليكة الفاسي
«مليكة بلمهدي الفاسي») (19 يناير 1919م، فاس - 11 مايو 2007م، الرباط)، سياسية وكاتبة مغربية من نساء الحركة الوطنية المغربية، انخرطت في كتلة العمل الوطني وكانت المرأة الوحيدة التي وَقَّعَت على وثيقة 11 ينايـر للمطالبة باستقلال المغرب.

## نشأتها
ولدت مليكة الفاسي سنة 1919 بفاس، نشأت في بيت علم وتلقت تعليمها بمسقط رأسها في وسط عائلي ينتمي للبورجوازية الفاسية. ترعرعت في أحضان أسرة وطنية تميزت باهتمامها الثقافي وانخراطها في الدفاع عن قضايا الوطن. حرص والدها، المهدي الفاسي، والذي كان يزاول مهنة القضاء، على تعليمها مثلها مثل إخوانها الذكور. درست بكتاب خاص بالفتيات، ما بين 1928 و 1930، كما خصص لها والدها جملة من الأساتذة المتخصصين في عدة تكوينات من أهمها النحو في اللغتين العربية والفرنسية وأيضا التربية البدنية حيث كانت فارسة متميزة، ثم انتقلت لمتابعة دراستها على يد جملة من الأساتذة والعلماء.
سنة 1934 كانت بدايتها في كتابة المقالات الصحفية في مجلة «المغرب» الشهرية ثم جريدة «العلم» فكانت تنشر مقالات باسم مستعار هو«الفتاة» ثم فيما بعد «باحثة الحاضرة» اقتباسا من المصرية «ملك حفني ناصف» التي كانت توقع باسم «باحثة البادية». وكانت مقالاتها تتناول أوضاع المرأة المغربية حينذاك، وتسعى إلى نشر الوعي حول القضايا التي كانت تعتبرها عوائق في وجه تحرر النساء، مثل انتشار الخرافات والعادات الضارة.
كما كتبت عدة مسرحيات وقصص قصيرة من بينها قصة تحمل عنوان (الضحية)، نشرت عام 1941 في مجلة (الثقافة المغربية)، وتعالج فيها موضوع الزواج التقليدي الذي ينتج عن محاولة فرض إرادة العائلة على الفتاة خاصة فيما يتعلق باختيارها لشريك حياتها، حيث نجد أن (فاطمة) بطلة القصة، أمام إصرار الأهل على زواجها برجل يكبرها سنًا، ستلجأ إلى الفرار ومغادرة البلد بحثًا عن الخلاص، مما سيؤدي بها إلى السقوط في أحضان الدعارة. كما يعتبر نصها السردي المنشور سنة 1938 «دار الفقيه» عملاً إبداعيًا يتضمن مظاهر السيرة الذاتية.
كان هذا قبل أن تنخرط في العمل السياسي بانضمامها إلى كتلة العمل الوطني سنة 1937م
هوت مليكة الفاسي الموسيقى منذ صغرها (تعلمت العزف على آلتي العود والأكورديون)، وأسست مع الحاج إدريس التويمي بنجلون جمعية هواة الموسيقى الأندلسية.
تزوجت مليكة بابن عمها محمد غالي الفاسي سنة 1935.

## نشاطها السياسي والاجتماعي
لما اشتد عودها، ونضج فكرها، والتحقت بإحدى خلايا الحزب الوطني (كتلة العمل الوطني)، عهد إليها بتنظيم الحركة النسائية في دائرة الحزب.
كان زوجها مدرس للأمير مولاي الحسن، ومنذ سنة 1942 كانت قادرة على دخول القصر الملكي بدون إثارة انتباه المستعمر. فكانت تقود المقاومة عندما يتم إلقاء رفاقها في السجن وتتكلف بالعمل النسائي مع قادة المقاومة الذين هربوا من السجن والمنفى.
كان بيتها بحسان مكانا لعقد اجتماعات أعضاء الحركة الوطنية السرية، حيث يتم عبرها وزوجها التنسيق بين حزب الاستقلال والحركة الوطنية ومحمد الخامس، كان محمد الخامس يزور بيتها متخفيا للتنسيق مـع أعضاء الحركة الوطنية.
في ليلة 19 أغسطس 1953، تنكرت مليكة الفاسي من أجل رؤية الملك الراحل محمد الخامس، وأدت القسم أمامه على الاستماتة في محاربة المحتل، كما وجه لها الملك مجموعة من التعليمات المتعلقة بالمقاومة. فكانت آخر شخص تمكن من رؤية الملك محمد الخامس قبل نفيه. وبعدها بدأت المقاومة المسلحة مع رفاقها المقاومين.
كانت مليكة الفاسي موضع ثقة من الحزب، ولذلك خصت وحدها دون غيرها من النساء الوطنيات بالالتحاق بالجناح السري للحزب بعدما أقسمت اليمين على المصحف بكتمان الأسرار الوطنية السياسية، ومنها الاتصال السري والمنظم مع محمد الخامس.
بدأت في محاربة الأمية قبل الاستقلال، ودافعت بقوة عن التحاق الفتيات بالمدرسة لمواصلة تعليمهن. وبمساعدة من مدير القرويين، وموافقة الملك الراحل محمد الخامس، فتح باب لتمدرس البنات، ثانوي وجامعي، في عام 1947. وضمت الدفعة الأولى عدة أسماء وازنة أمثال حبيبة البوركادي، عائشة السكات، فاطمة القباج...
بالإضافة إلى ذلك، حصلت على رخصة القيادة الخاصة بها في عام 1955. وتمكنت من السفر حول المغرب لإنشاء مراكز وتشجيع الناس على التسجيل في فصول محو الأمية. وكانت نفسها تدرس في هذه الفصول الدراسية.

## توقيعها على وثيقة الاستقلال
قبل أن يكون اسمها كامرأة وحيدة من بين الأسماء التي طالبت باستقلال المغرب في وثيقة 11 يناير 1944 الشهيرة، وعمرها لم يكن يتجاوز 25 سنة. كانت لها ميولات سابقة نحو التعاطف مع حزب الاستقلال الذي كان ينتمي إليه أغلب أفراد العائلة إن لم نقل كلهم.
التوقيع على الوثيقة لم يكن ليمر مرور الكرام، فقد تم تداول اسم مليكة الفاسي في أكثر الجلسات أهمية بالمغرب، ليس فقط لأنها المرأة الوحيدة التي قامت بالتوقيع ولكن أيضا لأنها تنحدر من أسرة «الفاسي» التي كان بعض أفرادها من الموقعين، ولم يكن متوقعا أن يسمحوا لابنتهم بالتوقيع أيضًا.
لم يكن سهلا أن يكون اسم امرأة مدرجا في لائحة من الأسماء الرجالية، خصوصا أن من بينهم علماء دين محافظين وآخرين كانوا طلبة في جامعة «القرويين».. لكن رغبة مليكة كانت أكبر من أن تُرد، ولم يسجل من طرف الذين كانوا سباقين إلى التوقيع أي اعتراض على وجود امرأة بينهم. فمليكة الفاسي كانت من القلة المتعلمة من بنات العائلة، في وقت لم يكن مسموحًا فيه للفتيات بالتعلم.
ونظرا لمكانتها دعيت لتكون ضمن الموقعين على وثيقة المطالبة بالاستقلال والتي قدمت إلى المقيم العام الفرنسي بالرباط، وممثلي عدد من الدول، يوم 11 يناير فكانت المرأة الوحيدة  الموقعة على وثيقة الاستقلال لسنة 1944 بين أزيد من 50 موقعاً.
عند الحصول على الاستقلال، كانت من بين مؤسسي الرابطة المغربية للتعليم الأساسي ومكافحة الأمية وشغلت منصب نائبة الرئيس بالمؤسسة.
في عام 1956، كانت من بين المشاركين في تأسيس «مؤسسة المعونة الوطنية»، برئاسة الأميرة للا عائشة. وبعد الحصول على الاستقلال مباشرة، قدمت اقتراحًا للملك الراحل محمد الخامس بحصول النساء على حقهن في التصويت، والذي تبناه على الفور.

## مسيرتها
في خضم ذلك، ظلت مليكة الفاسي ضمن المسؤولين الذين ينفذون بعض النشاطات الوطنية، ومنها إسعاف المعتقلين وأسر الشهداء، إلى جانب تبليغ بعض المعلومات لملك البلاد، محمد الخامس في أوقات الشدة والضيق.
بحكم أنها امرأة، كانت الحماية الفرنسية تسمح لها بالدخول إلى القصر الملكي دون عناء، وهو ما ساعدها على ربط الجسور في مرحلة حالكة بين السلطان محمد الخامس وأعضاء الحركة الوطنية، وخصوصا حينما اشتد الخناق على هذه الأخيرة قبل نفي السلطان من طرف سلطات الحماية الفرنسية إلى مدغشقر سنة 1953  وكانت مليكة الفاسي آخر من رآه الملك الراحل قبل نفيه بيوم واحد.
يحسب لمليكة الفاسي كذلك ترافعها من أجل فتح فرع التعليم العالي بجامعة القرويين أمام الشابات، وهي الجامعة التي صنفت من طرف اليونيسكو كأقدم جامعة في العالم.
تزوجت مليكة الفاسي عام 1935 بمحمد غالي الفاسي، وهو أول وزير للتعليم بمغرب ما بعد الاستقلال وهو يتشارك معها في «الجد» عبد الواحد الفاسي.
عندما تولى زوجها محمد الفاسي مديرية جامعة القرويين، اغتنمت الفرصة وكونت وفدا نسائيا قابل محمد الخامس لمطالبته بإعطاء أوامره لفتح فرع خاص بالطالبات الفاسيات ويكون تابعا للقرويين، فأذن الملك محمد الخامس بذلك ، ونتج عن فتح فرع دراسي للطالبات وليتمكن الفوج الأول من المغربيات من التخرج غداة حصول المغرب على استقلاله.
في عام 1956، أسست مليكة الفاسي مع مجموعة من الحقوقيات في الرباط، منظمة غير حكومية، تحت اسم جمعية «مواساة»، وهذه الجمعية تهتم بالفقراء، الضحايا، مرضى السرطان المحتاجين وعائلاتهم، بالإضافة إلى محاربة الأمية. وتتوفر هذه الجمعية على دار للأيتام تضم 120 فتاة. وتعتبر هذه الجمعية واحدة من أولى الجمعيات التي تم اختيارها للحصول على منحة من هيئة المؤسسات الوطنية التي أنشأها جلالة الملك محمد السادس.
شاركت مليكة الفاسي في العديد من الندوات وكانت فاعلة في العديد من المؤتمرات في الصين ورومانيا واتحاد الجمهوريات الاشتراكية السوفياتية وغيرها. وهي حاصلة على ميدالية اليونسكو على محاربتها للأمية. لديها أيضا ميدالية من الجامعة المغربية للتعليم الأساسي ومكافحة الأمية. لديها ميدالية من الحكومة الروسية لمساهمتها في الصداقة المغربية الروسية. كما حصلت على وسام من صاحب جلالة الملك محمد السادس في 11 يناير 2005. وأخيرا، في مارس 2006، تلقت خميسة الشرف سنة 2006 لنشاطها.

## من مساهماتها بعد الاستقلال
- ساهمت في الحملة الوطنية لمكافحة الأمية وتعليم الفتيات.
- الاهتمام بالعمل الخيري.
- قدمت مذكرة إلى الملك محمد الخامس من أجل منح المرأة حق التصويت، وإعطاء أوامره بفتح فرع خاص للطالبات يكون تابعا للقرويين.
- ساهمت في إنشاء العصبة المغربية للتربية الأساسية ومحاربة الأمية.
- في 1956 أسست مع جماعة من الوطنيات، جمعية المواساة بالرباط لإيواء البنات اليتيمات ومساعدتهن من أجل العيش الكريم، وانتخبت رئيسة لها سنة 1962.

اقترح عليها محمد الخامس منصب وزيرة مكلفة بالقضايا الاجتماعية، غير أنها رفضت معللة ذلك بأنها تفضل الاستثمار في محاربة الأمية والاهتمام بالأطفال المحتاجين.
شاركت مليكة الفاسي في العديد من الندوات وقدمت مؤتمرات مختلفة في الصين ورومانيا والاتحاد السوفييتي. حصلت على ميدالية من اليونسكو من أجل محاربتها الأمية. كما أن لديها ميدالية من العصبة المغربية للتعليم الأساسي ومكافحة الأمية. وحصلت على ميدالية من الحكومة الروسية لمساهمتها في الصداقة الروسية. كما منحها جلالة الملك محمد السادس وسام العرش العلوي من الدرجة الأولى (درجة قائد كبير) في 11 يناير 2005.
في إحدى الحوارات التي أجريت معها قبيل وفاتها، حكت مليكة الفاسي أنها طلبت في إحدى لقاءاتها مع الملك محمد الخامس، أن يتم النص في الدستور على المساواة بين المرأة والرجل في الحقوق السياسية، وهو ما كان، فجاء الفصل الثامن من أول دستور للمغرب في بداية ستينات القرن العشرين واضحاً على هذا المستوى. رفضت مليكة الفاسي منصب وزيرة مكلفة بالقضايا الاجتماعية وفضلت أن تمضي حياتها في محو الأمية ومساعدة الفتيات على التعليم.
هناك عدة مدارس تحمل اسم مليكة الفاسي في المغرب من بينها مدرسة مليكة الفاسي الجماعاتية في تطوان.

## أولادها وبناتها
أنجبت مليكة الفاسي أربعة أبناء، أولهم «سعيد الفاسي»، الذي أصبح في ما بعد وزيرا للسكنى، ومعه نالت مليكة الفاسي لقب «زوجة الوزير وأم الوزير»، وهو ما جعل الأضواء العائلية مسلطة عليها، خصوصا أمام لعبة المصاهرات التي يتقنها الفاسيون أكثر من غيرهم. أتى ابنها الثاني، «عبد الواحد» على اسم جده، وأصبح عضوا في الديوان الملكي، وهكذا اكتمل نفوذ الأم مليكة الفاسي وسط العائلة لأن ابنها صار عضوا داخل الديوان الملكي. أنجبت ملكية الفاسي ابنتين أيضا، إحداهما «أمينة الفاسي»، التي أصبحت أستاذة جامعية، افتخرت بها ملكية لأنها أنجبت إبنة متعلمة واصلت دراستها الجامعية وتمكنت من الوصول إلى رتبة التدريس الجامعي.

## وفاتها
بعد مرض لم يمهلها طويلا، توفيت يوم السبت 11 مايو 2007، ودفن جثمانها بضريح الحسن الأول بالرباط حيث يرقد زوجها العلامة محمد الفاسي.

## وصلات خارجية
- مليكة الفاسي على موقع أرشيف الشارخ.